# ウスバアゲハ亜科
ウスバアゲハ亜科（ウスバアゲハあか、薄羽鳳蝶 Parnassiinae）は、アゲハチョウ科に属する3亜科の1つである。
世界では約70種、日本では6種が生息している。ヨーロッパでは高山に生息し、氷河期以降は他の地方と交わらなくなったことから各地に模様の異なる個体群が生息する。標高400メートルから2000メートルにかけて観察され、個体の大きさは標高や食用植物と密接な関係がある。幼虫の食草はケマンソウ科のムラサキケマン、ヤマエンゴサク、エゾエンゴサクなど、また、ヨーロッパではマンネングサ属の植物など。成虫はアザミの花などの蜜を好む。
ウスバシロチョウ亜科と呼ばれることもある。

## 特徴
本亜科の特徴としては、前足ふ節の爪が非対称になっている。オスの交尾器が狭く、強く骨化している。メスの腹部の交尾口周辺が著しく骨化している。しかし、イランアゲハ属では上記のいずれの形質も観察されていないが、DNA解析の結果からウスバアゲハ属の姉妹群であることが分かっている。また、本亜科のメスは交尾後に顕著な受胎嚢をつけるものが多い。

## 分類
ウスバアゲハ亜科は、2族に分類されている。
- ウスバアゲハ族 Parnassiini
  - ウスバアゲハ属 Parnassius
- タイスアゲハ族 Zerynthiini
  - ギフチョウ属 Luehdorfia
  - ホソオチョウ属 Sericinus